# Poczesna
Poczesna – wieś w Polsce położona w województwie śląskim, w powiecie częstochowskim, w gminie Poczesna, nad Wartą, na południe od Częstochowy.
Miejscowość jest siedzibą gminy Poczesna.

## Położenie
Poczesna położona jest w Obniżeniu Górnej Warty, na Wyżynie Woźnicko-Wieluńskiej, która jest częścią Wyżyny Śląsko-Krakowskiej. Przez Poczesną przebiega droga krajowa nr 91. Miejscowość leży około 40 km od lotniska Pyrzowice. Położona jest w strefie podmiejskiej Częstochowy. Podobnie jak inne miejscowości gminy wchodzi w skład Aglomeracji Częstochowskiej.

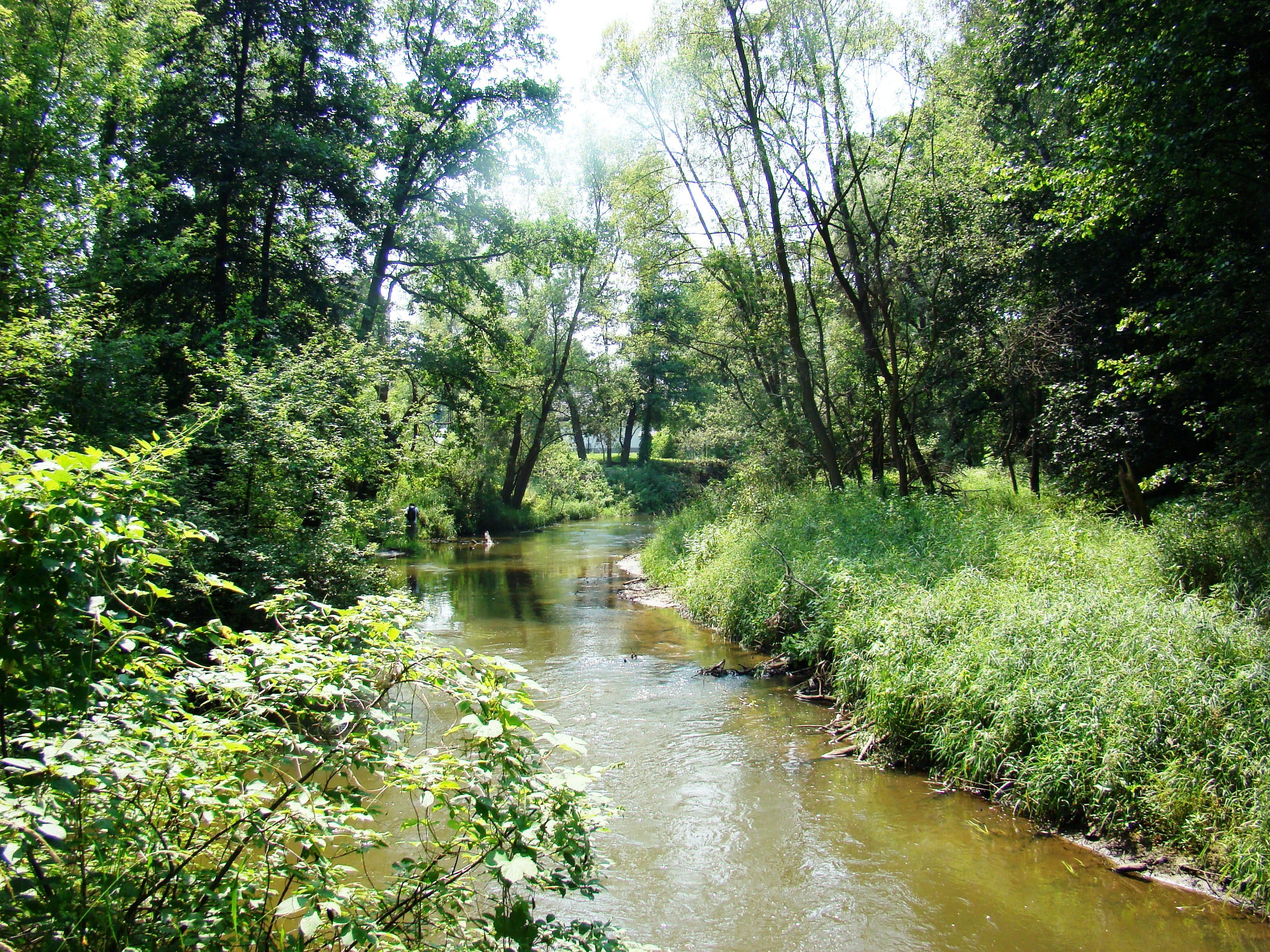
Rzeka Warta

## Historia
Poczesna pojawia się w pismach Jana Długosza z 1470 roku. Lustracja królewska z 1569 roku informuje o istnieniu w starostwie olsztyńskim, w powiecie lelowskim kuźnicy w Poczesnej. Jako wieś królewska wzmiankowana jest po raz pierwszy w 1578 roku. W 1598 roku starosta olsztyński, dzierżawca dóbr królewskich Jan Ocieski (młodszy) wybudował przy kuźnicy drewnianą kaplicę pw. św. Trójcy dla jej pracowników. Według innych źródeł musiało to nastąpić przed rokiem 1583, w którym umarł Jan Ocieski (młodszy); w 1598 starostą olsztyńskim był Joachim Ocieski. Msze odprawiał w niej ksiądz z parafii w Zrębicach. Później kaplica stała się pierwszym kościołem rozebranym w 1719 roku. Parafia w Poczesnej erygowana została 12 lipca 1606 przez bp. krakowskiego Bernarda Maciejowskiego; obecnie rolę kościoła parafialnego pełni XIX-wieczny kościół św. Jana Chrzciciela. Historycznie Poczesna leżała wówczas na obszarze Małopolski, ziemi Krakowskiej. Należała do starostwa olsztyńskiego, jako ośrodek jednego z czterech kluczy starostwa. W kluczu tym znajdowała się również Częstochowa. Klucz pocześniański przynosił skarbowi koronnemu 37% dochodów z całego starostwa. Król Zygmunt III Waza uposażył nową parafię w Poczesnej w ziemię, która miał dać utrzymanie proboszczowi. Obszary na południowy zachód od Poczesnej były rzadko zasiedlone, porastały je lasy mieszane sosnowo-dębowe. Drewno wykorzystywano do wytwarzania żelaza oraz papieru w papierni w Poczesnej, którą założył fundator pierwszego kościoła w Poczesnej, starosta olsztyński Joachim Ocieski. Odsłaniane tereny wykorzystywano przy zakładaniu nowych wsi. Powstałe miejscowości pojawiały się w różnych zapisach w księgach metrycznych lub też w dokumentach z lustracji parafii czy starostwa. Drugą kuźnicę zwaną Klepaczką założył w Poczesnej starosta olsztyński, marszałek wielki koronny Mikołaj Wolski. Po jego śmierci w 1630 roku została spustoszona.
Poczesna leżała w powiecie lelowskim, w województwie krakowskim I Rzeczypospolitej. W 1655 roku podczas potopu szwedzkiego Szwedzi zdobyli i zgrabili Olsztyn. Do Poczesnej przeniesiono siedzibę starostwa. W okresie tym rezydowali w Poczesnej starostowie o wielkich nazwiskach, m.in. Wacław Wikliński, Jerzy Lubomirski czy Teodor Potocki.
W 1660 roku istniała jeszcze pierwsza kuźnica i wymieniana jest kuźnica Mikołaja Wolskiego.
II rozbiór Polski objął swym zasięgiem Poczesną. Wieś znalazła się w zaborze pruskim, w prowincji Prusy Południowe ze stolicą w Poznaniu. Leżała w powiecie częstochowskim, w departamencie łęczyckim, następnie piotrkowskim, a od 1798 roku w departamencie kaliskim. Miejsce byłego starosty olsztyńskiego Stanisława Sołtyka zajęła pruska dzierżawczyni Wilhelmina Beata Szmekla.
W okresie wojen napoleońskich Poczesna znalazła się w granicach Księstwa Warszawskiego, w powiecie częstochowskim, w departamencie kaliskim. 
W Królestwie Polskim wieś była siedzibą jednej z pięciu ekonomii rządowych regionu częstochowskiego. Leżała w powiecie częstochowskim, w obwodzie wieluńskim, w województwie kaliskim, od 1837 roku w guberni kaliskiej. 
Około 1820 roku naddzierżawca dóbr rządowych ekonomii Poczesna Benedykt Lemański i jego brat Jan Lemański założyli fabrykę sukna, podziwianą przez przyjezdnych dla zaradności krajowych przedsiębiorców. W 1827 roku Poczesna posiadała 56 domów, 386 mieszkańców. Ukazem carskim z 4 listopada 1841 roku część ekonomii Poczesna (3000 morgów ziemi) zostało nadanych prawem majoratu rosyjskiemu generałowi artylerii Michałowie Sobolewowi (w tym 1252 morgów wsi Poczesna). Po zmarłym w 1866 roku generale Sobolewie majorat odziedziczył jego syn Michał, a po nim jego siostra księżna Eliza Teniszew. Na mocy ustawy z 25 lipca 1919 r. majoraty przeszły na własność Skarbu Państwa.
W latach 1842–1867 gmina Poczesna leżała w powiecie wieluńskim, w guberni kaliskiej. Od 1867 roku wchodziła w skład powiatu częstochowskiego w guberni piotrkowskiej.
W 1887 roku wieś liczyła 96 domów i 663 mieszkańców. Pod koniec XIX wieku uruchomiono w Poczesnej kopalnie rud żelaza.
W 1908 roku rozpoczyna działalność Stowarzyszenie Spożywców „Praca”, w 1910 roku Towarzystwo Pożyczkowo-Oszczędnościowe oraz kółko rolnicze „Przebudzenie”. Wszystkie organizacje powstały z inicjatywy proboszcza parafii w Poczesnej ks. Jana Knorra. Po I wojnie światowej w budynku byłego dworu działa szpital dla chorych na tyfus.
W 1919 roku Poczesna jako siedziba gminy (od 1923) weszła w skład powiatu częstochowskiego, województwa kieleckiego.
W latach 1935–1936 wybudowano biegnącą do tej pory przez wieś drogę Warszawa- Będzin. Jest ona ułożona ręcznie z klinkieru w formie jodełki (fragment od Częstochowy do Będzina wybudowano z klinkieru). Fragment tej drogi stanowią obecnie ulice Bankowa i Strażacka w Poczesnej. Pozostałe fragmenty drogi przebudowano w latach 1972–1976 budując tzw. gierkówkę, łączącą Warszawę z Będzinem, a od 1984 roku z Katowicami. Obecnie stanowi ona część drogi krajowej nr 1. Fragment starej drogi nie został przebudowany dzięki budowie obwodnicy Poczesnej.
W trakcie II wojny światowej wieś została włączona do III Rzeszy i znajdowała się w okręgu urzędowym (niem. Amtsbezirk) Kamienica Polska (zmieniono nazwę na Hochsteinau) w powiecie Blachownia w rejencji opolskiej w prowincji Śląsk (od stycznia 1941 roku w nowej prowincji Górny Śląsk). Podczas II wojny światowej zginęło 9 mieszkańców miejscowości, z tego 4 żołnierzy AK i 1 zamordowany w Katyniu.
Po wojnie stała się częścią powiatu częstochowskiego i województwa kieleckiego (katowickiego od 1950). W latach 1954–1973 Poczesna była siedzibą gromady. W latach 1975–1998 miejscowość administracyjnie należała do województwa częstochowskiego.
W 1950 roku na plebanii parafii miało miejsce zabójstwo księdza i czterech jego współpracowników.
W 2010 roku miejscowość została nawiedzona przez powódź w wyniku wylania rzeki Warty.

## Kopalnie rud żelaza
Poczesna leży w Częstochowskim Obszarze Rudonośnym. W dwudziestoleciu międzywojennym we wsi działało Towarzystwo Akcyjne Zakładów Hutniczych „Huta Bankowa” w Poczesnej z siedzibą w Borku. Skupiało ono niektóre kopalnie rud żelaza funkcjonujące na terenie gminy. Na terenie Poczesnej funkcjonowały kopalnie „Gabriel” i „Ludwik”, oraz na terenie Całki kopalnie „Nowa Huta III” i „Nowa Huta IV”. Kopalnia „Ludwik” znajdowała się w miejscu ul. Bociania Górka. Huta była zarządzana przez Austriaków. W 1908 roku przeszła na własność Francuskiego Towarzystwa Anonimowego. W 1918 roku zarząd przeszedł w ręce Polaków. Następnie z powodu trudności finansowych wszystkie akcje wykupił największy francuski zakład metalurgiczny Schneider & Cie. Dyrektorem towarzystwa był Ludwik Hennequin. Oprócz wymienionych wcześniej kopalni Towarzystwo posiadało kopalnie w Bargłach („Bargły I”, „Bargły VI”), Michałowie („Elżbieta”), Hucie Starej A („Maszynowy I”, „Maszynowy II”). Poczesna słynęła z najlepszej w regionie orkiestry górniczej, konkurując z orkiestrą wojskową 27 Pułku Piechoty w Częstochowie.
Po wojnie kopalnie pracowały pod szyldem Kopalnie Rudy Żelaza i Topików Rejon Borek w Borku. Do 1950 roku działały kopalnie w Poczesnej („Ludwik”), w Michałowie („Jan”), Hucie Starej A („Maszynowy II”, „Tadeusz I”), Jastrzębiu („Józef”), Włodowicach („Jan-Włodowice”) i Żarkach („Żarki”). Średnia produkcja roczna z wszystkich kopalń w tych latach wynosiła około 200 tysięcy ton. W 1950 roku przedsiębiorstwo zatrudniało 2177 osób, w tym 189 pracowników umysłowych. Na początku lat 50. w regionie utworzono dwa przedsiębiorstwa górnicze: Kopalnia Rud Żelaza „Nowa Wieś” i Kopalnia Rud Żelaza „Osiny”. W 1955 roku przedsiębiorstwa połączyły się i powstała KRŻ „Osiny” działająca do 1985 roku. W 1962 roku przedsiębiorstwo zatrudniało 4812 pracowników.
W 1963 roku pod „KRŻ Osiny” podlegały następujące kopalnie: „Dębowiec” w Dębowcu, „Rudniki” koło Zawiercia, „Tadeusz I” w Hucie Starej A, „Tadeusz II” w Nowej Wsi, „Teodor” w Osinach, „Szczekaczka” w Brzezinach i „Żarki” w Żarkach.
Oprócz wymienionych kopalni na terenie gminy działały kopalnie w Sobuczynie („Aleksander” i „Włodzimierz”). W 1911 roku mieszkańcy Poczesnej wystarali się by symbole ich pracy, dwa skrzyżowane kilofy, zostały umieszczone na ołtarzu głównym kościoła parafialnego w Poczesnej. W 2000 roku Rada Gminy przeniosła ten motyw do herbu gminy Poczesna, poszerzając jego wizerunek o piec kuźniczy oraz fale rzeki Warty.

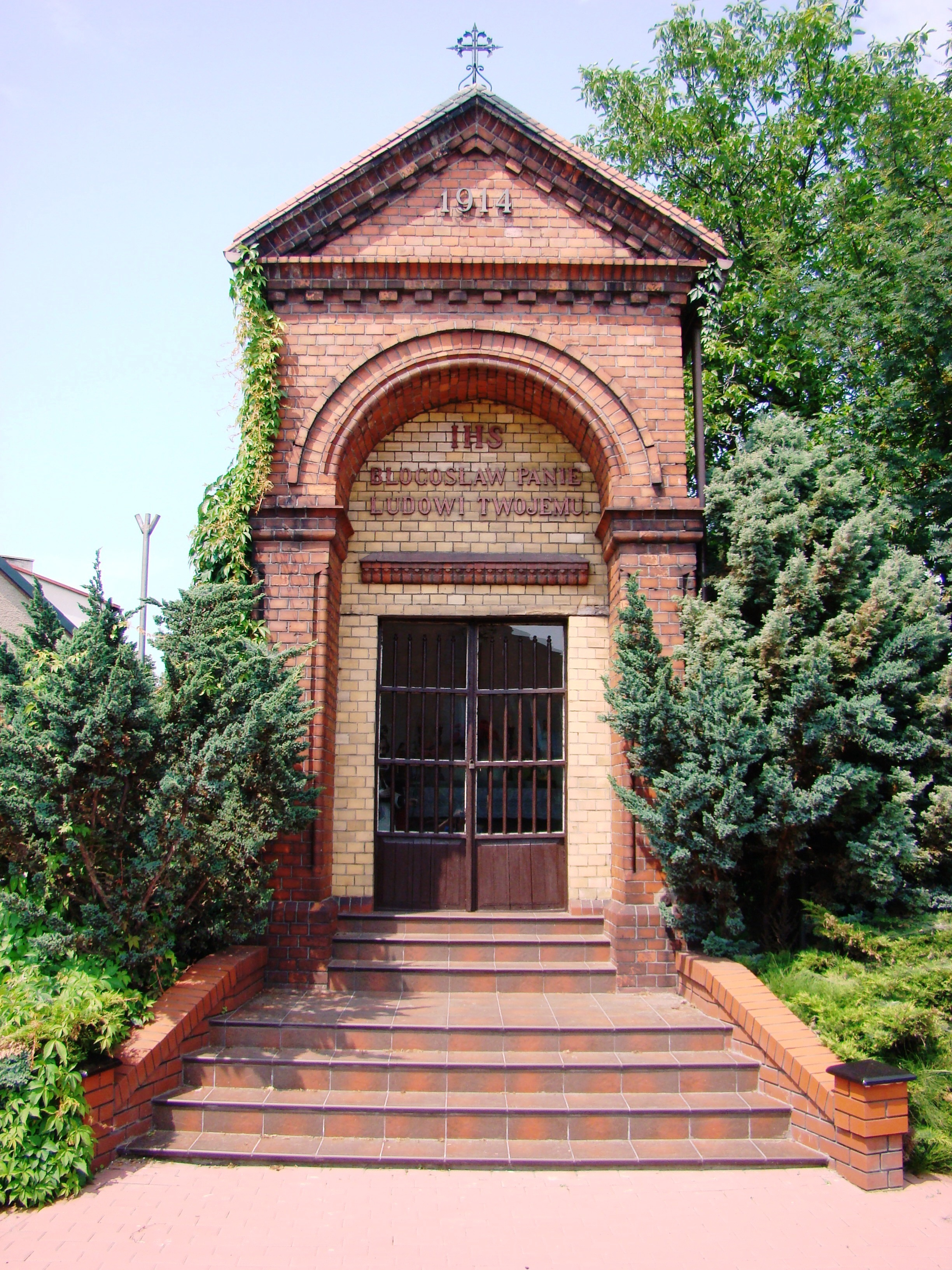
Kaplica św. Jana Nepomucena z 1914

## Turystyka
Zabytki
- kościół pw. św. Jana Chrzciciela w Poczesnej
- kaplica św. Jana Nepomucena z 1914 roku, wybudowana z produktów cegielni w Korwinowie (7 rodzajów cegły)
- budynek Urzędu Gminy wybudowany w 1921 roku

Szlaki
- Przez wieś przebiega szlak rowerowy  Korwinów – Kruszyna

## Parafia rzymskokatolicka
W 1606 roku powstała rzymskokatolicka parafia w Poczesnej, wydzielona z parafii w Zrębicach. Erygowana została przez biskupa krakowskiego Bernarda Maciejowskiego. Pierwszy drewniany kościół ufundował starosta olsztyński Jan Ocieski (młodszy). Obecna, trzecia świątynia została zbudowana w latach 1870–1878. W 1950 roku na plebanii miał miejsce mord księdza i czterech współpracowników. Cmentarz parafialny znajduje się we wsi Zawodzie.

## Oświata

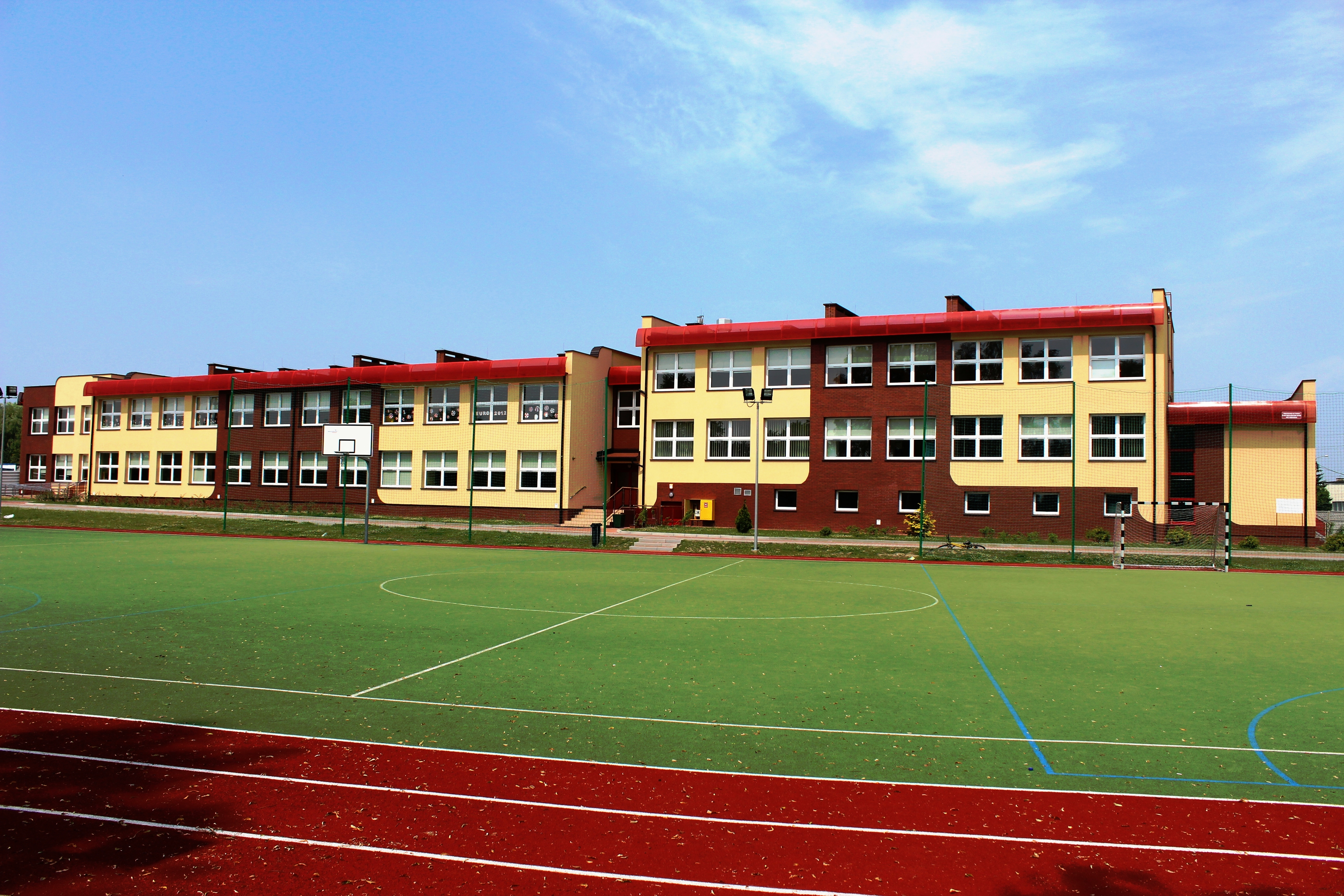
Szkoła Podstawowa im. Gustawa Morcinka w Poczesnej

### Historia
Pierwsza szkoła została zbudowana w 1792 roku w oparciu o decyzje i środki Komisji Edukacji Narodowej. Jednak w wyniku drugiego rozbioru Polski już w 1793 roku przerwała nauczanie. W 1808 szkoła elementarna w Poczesnej wznowiła działalność zarządzeniem prezesa Izby Edukacyjnej Księstwa Warszawskiego W. Borotyńskiego. Szkoła została zamknięta w 1830 roku. W 1906 szkołę w Poczesnej otworzyła Macierz Szkolna, jednak już w 1907 roku nauka prowadzona była tajnie. W 1915 roku działały dwie szkoły w Poczesnej (szkoła publiczna) i w Całce (utrzymywana przez chłopów). W wyniku odzyskania niepodległości przez Polskę szkoła w Poczesnej staje się w 1919 roku publiczną szkołą powszechną nr 1. W 1928 roku szkoła działa w dawnym dworze, który po I wojnie światowej używany był jako szpital dla chorych na tyfus. W 1937 roku zostaje otwarty nowy budynek (obecnie ośrodek zdrowia na terenie Kolonii Poczesnej), a w 1938 roku szkoła otrzymuje sztandar oraz nadane jej zostaje imię Józefa Piłsudskiego. W budynku dworu mieści się przedszkole. Po ustaniu działań wojennych w 1939 roku wznowiono nauczanie, które w listopadzie zostało zakazane przez Niemców. Dopuścili oni naukę w formie ograniczonej, w budynkach gospodarzy. Oprócz tego prowadzono nauczanie tajne. W 1945 roku niezniszczony budynek szkoły zajęły wojska radzieckie, jednak już we wrześniu szkoła rozpoczyna swoją działalność. W 1965 roku został otwarty nowy budynek szkoły zbudowany w ramach obchodów 1000-lecia Polski. Fundatorem była Kopalnia Rud Żelaza Osiny. Pierwotnie szkoła miała mieć nadane imię Feliksa Dzierżyńskiego, ostatecznie patronem został Gustaw Morcinek. W 1972 roku zlikwidowano okręg szkolny w Bargłach. Od tej pory wieś podlegała pod szkołę w Poczesnej, która była Zbiorczą Szkołą Gminną. W 1989 roku szkoła otrzymała nowy sztandar. W latach 1999–2019 w nowym budynku działało Gimnazjum im. K.K. Baczyńskiego. W 2011 roku oddano do użytku nowy budynek szkoły podstawowej im. G. Morcinka w Poczesnej. W budynku obok szkoły, na terenie Kolonii Poczesnej działa od 1966 roku Publiczne Przedszkole w Poczesnej. Budynek dworu rozebrano.

### Placówki oświatowe
- Szkoła Podstawowa im. Gustawa Morcinka w Poczesnej
- Publiczne Przedszkole w Poczesnej

Szkoła Podstawowa i Przedszkole znajdują się w Kolonii Poczesnej

## OSP Poczesna

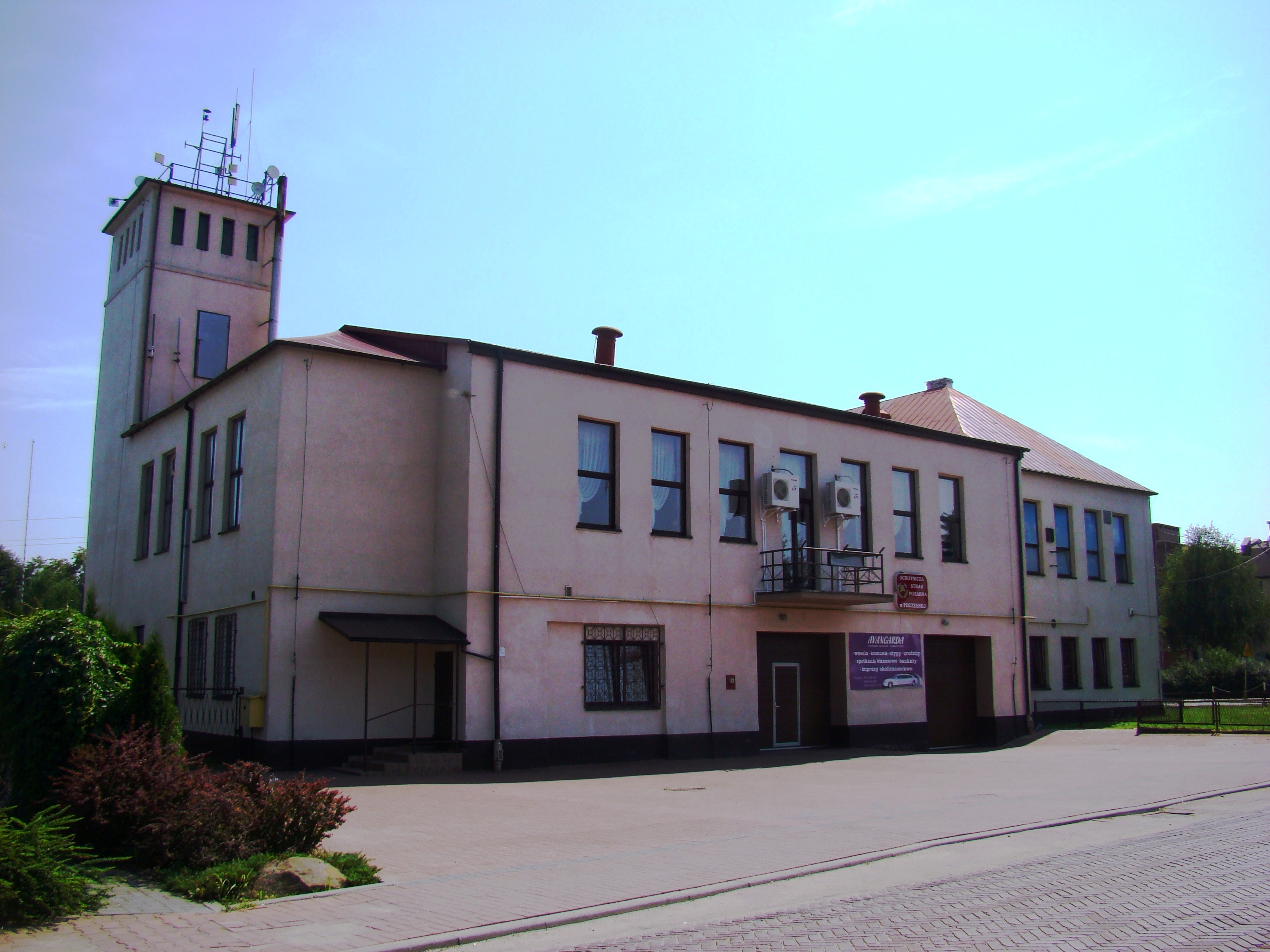
Remiza jednostki OSP w Poczesnej

5 maja 1915 roku powstała jednostka Ochotniczej Straży Pożarnej w Poczesnej z inicjatywy ks. Jana Knorra, proboszcza w Poczesnej. Była to szósta ochotnicza straż pożarna w regionie częstochowskim. Pierwszym prezesem został ks. Jan Knorr, a komendantem Stefan Mieszkowski. W 1921 r. jednostka otrzymała własny sztandar z wizerunkiem św. Floriana. W 1926 roku Straż uzyskała własny plac nadany przez wójta Poczesnej Wincentego Rycombel, na który przeniesiono drewnianą remizę, wcześniej stojącą na prywatnym placu. Aby upamiętnić tę chwilę strażacy posadzili dąb. Dawniej na tym placu znajdowała się ochronka. W okresie międzywojennym do Ogniowej Straży Pożarnej należało 71 druhów. Jednostka działała podczas II wojny światowej, a sztandar ukryto przed Niemcami w jednej z wież kościoła parafialnego. W latach 1954–1962 wybudowano murowaną remizę, która służy do dzisiaj. 13 czerwca 2015 roku odbyła się uroczystość 100-lecia istnienia jednostki. Jednostka oraz jej komendant dh. Łukasz Hutkiewicz zostali odznaczeni najwyższymi odznaczeniami Związku OSP RP – Złotymi Znakami Związku, wręczono również druhom medale honorowe im. Bolesława Chomicza, medale za zasługi dla pożarnictwa oraz odznaki za wysługę lat.

## Kultura

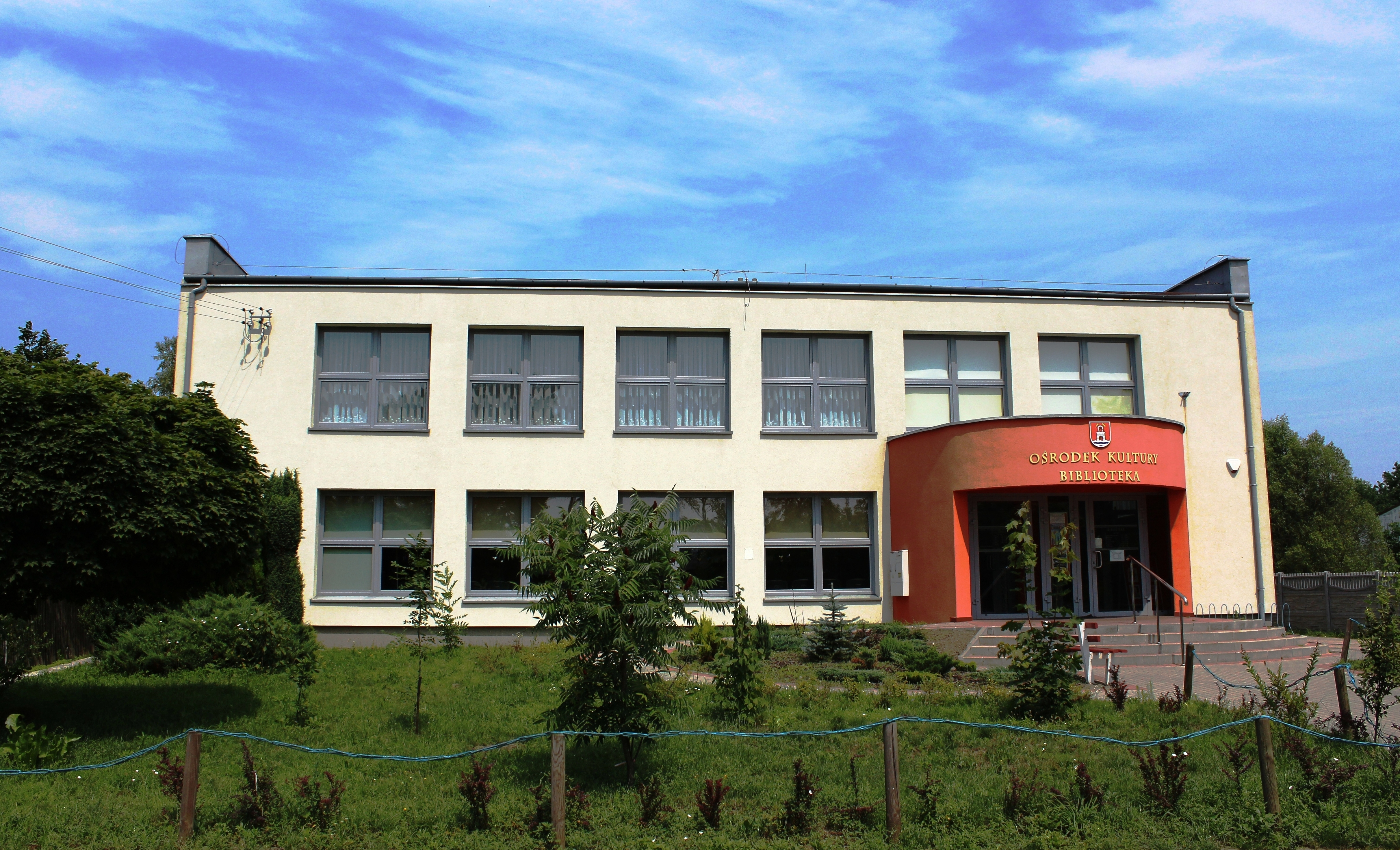
Gminne Centrum Kultury Informacji i Rekreacji

W Poczesnej, od 1994 roku, działa Gminne Centrum Kultury Informacji i Rekreacji, w którym znajduje się również biblioteka. Działalność merytoryczna prowadzona jest m.in. poprzez: organizowanie zajęć grupowych, udział i organizowanie przeglądów i konkursów o zasięgu lokalnym i ponadlokalnym, prezentację twórczości artystycznej przed społecznością gminy na okazjonalnych uroczystościach. Program jest realizowany pod kierunkiem instruktorów w kołach zainteresowań, takich jak: plastyczne, wokalno-instrumentalne, teatralne, tenisa stołowego, zespole folklorystycznym, gminnej orkiestrze dętej, indywidualną naukę gry na instrumentach. W roku 2012 Gminne Centrum Kultury otrzymało tytuł Miejsca Odkrywania Talentów przyznawane przez Ośrodek Rozwoju Edukacji w Warszawie, a w roku 2013 tytuł Miejsca Przyjaznego Seniorom. Gminne Centrum Kultury realizuje również zadania związane z organizacją rekreacji ruchowej.

## Sport

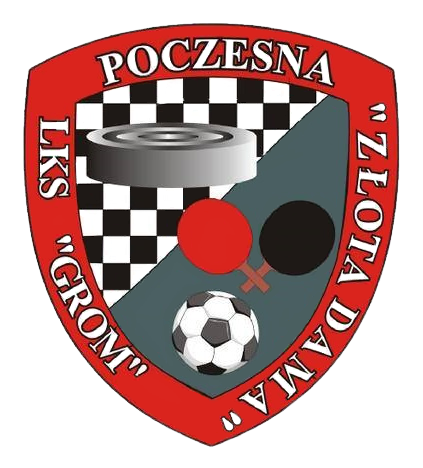
Herb LKS Grom Złota Dama Poczesna

W Poczesnej działa Ludowy Klub Sportowy „Grom Złota Dama” powstały w 2003 roku na bazie klubów „Grom” i „Złota Dama”. Działają w nim 3 sekcje: tenisa stołowego (powstała w 1970 roku), warcabowa i piłki siatkowej (powstała w 2007 roku). Największymi sukcesami sekcji tenisa stołowego był drużynowy awans do I ligi w latach 70. XX wieku. W 2009 roku w rozgrywkach III ligi drużyna „Grom Złota Dama” zajęła II miejsce. Drużyna bierze udział w rozgrywkach wojewódzkich oraz ogólnopolskich. Na mistrzostwach powiatu drużyna zdobyła 10 medali.
Założycielem klubu "Złota Dama" był propagator warcab stupolowych w Polsce i wielokrotny mistrz Polski w warcabach Stanisław Markowski. Z jego inicjatywy w 1997 roku, w Poczesnej, odbyły się Mistrzostwa Świata w warcabach stupolowych. Wśród zawodników klubu są mistrzowie Polski: Barbara Stolarczyk, Barbara Wąsińska, Ewa Minkina-Schalley (w 1997 r. podczas Mistrzostw Świata Kobiet została wicemistrzynią Świata i pierwszą arcymistrzynią międzynarodową), Iwona Stasiak (brązowa medalistka Mistrzostw Europy), Konrad Wachowski, Marcin Sobiegraj, Kinga Aneta Pętlicka (oboje reprezentowali Polskę podczas 1. Olimpiady Sportów Umysłowych w Pekinie), Monika Pyrcz (mistrzyni i wicemistrzyni Europy), Daniel Glin (mistrz Europy), Maksym Puchała. Zawodnicy ci wielokrotnie sięgali także po drużynowe mistrzostwa Polski. W latach 2008 i 2009 zawodnicy drużyny zdobyli 19 medali na Mistrzostwach Polski i Europy. W klasyfikacji ogólnej współzawodnictwa polskich klubów w 2008 roku „Grom Złota Dama” uplasował się na piątym miejscu. Podczas Młodzieżowych Indywidualnych Mistrzostw Polski w 2010 roku drużyna zdobyła 6 medali, w tym 1 złoty.
Zespół sekcji piłki siatkowej uczestniczy w rozgrywkach grupy B ligi miejsko-powiatowej.
- We wsi działa Gminny Klub Sportowy Grom Poczesna. W latach 1995–1997 drużyna piłkarska grała w klasie okręgowej (V poziom rozgrywek)[8]. W klubie gra drużyna seniorów oraz juniorów. Od 2009 roku klub uczestniczy w rozgrywkach grupy częstochowskiej II B klasy[9]. W sezonie 2009/2010 drużyna seniorów osiągnęła 2 miejsce w tabeli (po rundzie jesiennej będąc liderem), a drużyna trampkarzy starszych osiągnęła 1 miejsce.

- Od 1 czerwca 1990 odbywa się w Poczesnej Ogólnopolskie Kryterium O Puchar Wójta Gminy Poczesnej. Zawody te są jednocześnie I Otwartymi Mistrzostwami Śląska w Kryterium. Od 2005 w Poczesnej odbywa się również Memoriał Adama Gryglewskiego.

## Komunikacja
Drogi

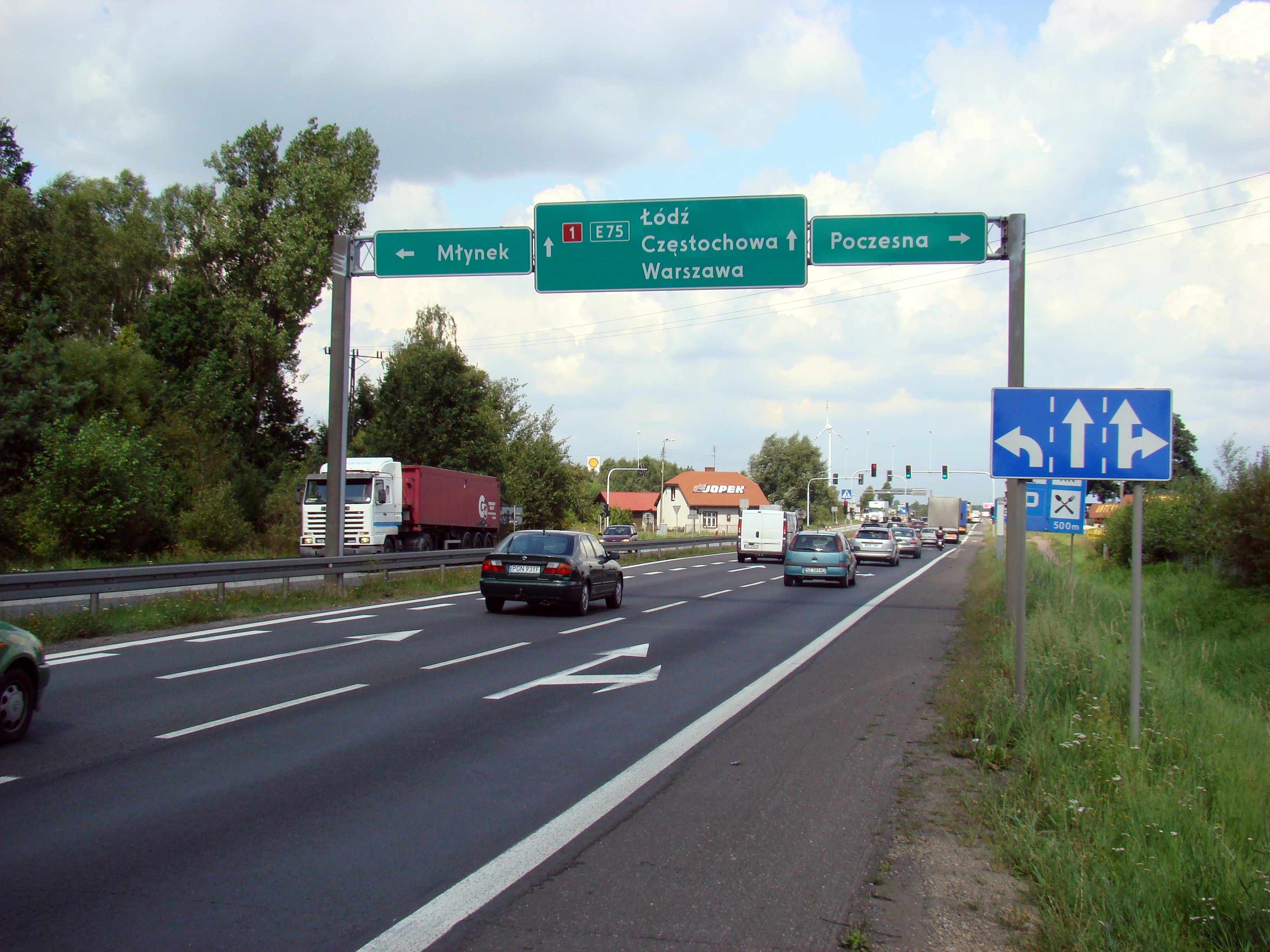
Skrzyżowanie na DK 91

- Droga krajowa nr 91: Częstochowa – Podwarpie.

Linie autobusowe
- Miejscowość jest obsługiwana przez linie autobusowe MPK Częstochowa: 53, 65, 68.

## Związani z Poczesną
- bł. ks. Dominik Jędrzejewski
- Józef Kaźmierczak
- Jerzy Kędziora
- ks. Jan Knorr
- Ewa Minkina-Schalley